# 클라씨 연구소
《클라씨 연구소》는 매주 수요일 오후 8시에 네이버 나우에서 방영되는 아이돌 걸 그룹 클라씨의 웹예능이다. 2022년 5월 25일에 첫 방송을 시작했다. 목요일에는 낮 12시, 금요일~일요일에는 24시간 내내 재방송했다. 진행 순서를 마친 뒤에 투표로 수석 연구원을 결정하고 팬들과 네이버 바이브 앱에서 애프터파티라는 이름이 붙은 보이스 팬미팅을 했다. 2022년 8월 10일 12회 방송을 끝으로 종영했다.

## 방영 목록(2022년)
| 날짜     | 주제 / 영상           | 내용 |
| -------- | --------------------- | --- |
| 5월 25일 | 1회 〈PR 연구〉       | - 클라씨 멤버가 각자 솜사탕을 만들면서 자기 소개하기 (제작진 투표로 오늘의 MC 선정) - 다른 멤버가 대신 작성한 프로필로 자신을 소개하고 작성자 맞추기 - 한호흡 챌린지 - 5월 25일 애프터파티                                                       |
| 6월 1일  | 2회 〈무대매너 연구〉 | - 제작진이 제시한 3가지 돌발 상황에 대처하기 - 무작위로 재생되는 노래에 맞게 몸짓, 춤, 표정 등으로 표현하기 - 각자 준비한 노래에 맞춰 자신있는 퍼포먼스 보여주기 - 6월 1일 애프터파티                                                            |
| 6월 8일  | 3회 〈연기 연구〉     | - 드라마 대사 일부분을 보고 빈칸 내용 맞추기 - 제한시간 동안 선택한 장르대로 말하면서 토론하고 OX 팻말 들기 - 제시된 첫 대사만 보고 자유롭게 상황극 연기하기 - 6월 8일 애프터파티 - 명형서 윤채원                                                |
| 6월 15일 | 4회 〈뷰티 연구〉     | - 클라씨 멤버들이 파우치에 넣고 사용하는 화장품 공개 - 스케치북에 얼굴을 그리고 개인 소지품으로 메이크업 레슨을 하고 메이크업을 받고 싶어하는 멤버를 꾸며주기 - 6월 15일 애프터파티                                                              |
| 6월 22일 | 5회 〈수면 연구〉     | - <SHUT DOWN> ASMR 제작 - 각자 파트를 ASMR처럼 부르기 - 멤버들이 잠들기 전에 듣는 자장가 공개 - 수면 웃참 챌린지 - 한 명이 잠을 청할 때 다른 멤버들은 잠들지 못하게 웃기기 웃으면 바로 기상                                                      |
| 6월 29일 | 6회 〈운동 연구〉     | 〈제1회 클라씨 여름운동회〉 - 당연하지 게임 - 최종승자가 팀원을 원하는 대로 2명 고르기 - 이구동성 게임 - 상대 팀 제시어 맞히기 - 철인 3종 게임 - 컵쌓기, 고리던지기, 양궁 - 번외 게임 - 양팀 주장이 손에 핸드크림 바르고 주스 병뚜껑 열기        |
| 7월 6일  | 7회 〈신기록 연구〉   | 〈클라씨 올림픽〉 - 닭싸움 - 제기차기 - 슬리퍼 골인 - 슬리퍼를 신고 바구니에 차 넣기 - 제자리 멀리뛰기 -> 금메달 결정전 - 방석뺏기 - 7월 6일 애프터파티                                                                                          |
| 7월 13일 | 8회 〈DJ 연구〉       | - 각자 진행할 프로그램 이름을 짓고 오프닝 멘트 말하기 - 라디오 퀴즈쇼 - 라디오 드라마 - 3명씩 2팀으로 나누고 같은 대본으로 연기하기 |
| 7월 20일 | 9회 〈예능감 연구〉   | - 아는 형님 - 노래 앞부분 듣고 어떤 곡인지 맞추고 춤추기 - 여걸식스 - 쥐를 잡자 게임. 틀리면 뽕망치 맞고 감점 - 스타 골든벨 - 1. 야식 획득 미션. 성공하면 야식 획득. 틀리면 하나씩 포기 - 2. 문제 맞추기 - 7월 20일 애프터파티                   |
| 7월 27일 | 10회 〈오감 연구〉    | - 시각 연구 - 빠르게 지나가는 그림 맞추기 - 촉각 연구 - 안대 쓰고 상자 속 물건 맞추기 - 청각 연구 - 한꺼번에 들려주는 3곡 맞추기 - 미각 연구(후각 포함) - 1. 종이컵에 넣은 라면 종류 맞추기 - 2. 콜라에 섞은 조미료 맞추기 - 7월 27일 애프터파티 |
| 8월 3일  | 11회 〈단합력 연구〉  | - 일심동체 게임 - 키워드에 따라 모두 같은 포즈를 취하기 - 랜덤플레이 게임 - 랜덤으로 흘러나오는 음악에 맞춰 춤추기 - 줄줄이 그려요 - 제시어를 차례대로 그림으로 표현해 정답 맞추기 - 단합력 파티 - 노래방 시간 - 8월 3일 애프터파티              |
| 8월 10일 | 12회 〈클라씨 연구〉  | - 클라씨 연구소 리뷰 - 각자 기억에 남는 연구 말하기 - 줄줄이 그려요 - 인물 퀴즈 - 사진 속 인물 맞추면 야식 획득 - 사연 연구소 - 팬들이 보내준 사연을 읽어보기                                                                                    |

## 수석 연구원 선정 횟수
마지막회에서는 수석 연구원을 뽑지 않았다.